# Galassia (collana 1961-1979)
Galassia è stata una collana editoriale italiana di fantascienza pubblicata dalla casa editrice C.E.L.T. (Casa Editrice La Tribuna) di Piacenza dal gennaio 1961 al settembre 1979. In totale sono usciti 237 titoli di autori stranieri tradotti e italiani.

## Storia
La collana nacque per iniziativa di Riccardo Valente, che nel 1961 decise di affiancare una collana sorella per ospitare romanzi completi alla rivista italiana Galaxy, che dal 1958 pubblicava narrativa breve tratta dal periodico statunitense Galaxy Science Fiction.
Anche se non sempre specificato, la collana è stata curata prima da Roberta Rambelli (dal 1962 al 1965), Ugo Malaguti (dal 1965 al 1970), Vittorio Curtoni e Gianni Montanari (dal 1970 al 1974, non accreditati) e in ultimo dal solo Montanari (dal 1975 al 1979).
La grafica della copertina illustrata fino al n. 24 del 15 dicembre 1962 era simile a quella di Galaxy e dell'originale statunitense: il titolo della collana Galassia era scritto in caratteri blu su fondo bianco nell'angolo superiore sinistro, con il sottotitolo Romanzi di fantascienza, a fianco della data di pubblicazione e del prezzo; il titolo del romanzo e il nome dell'autore erano stampati verticalmente dal basso in alto al margine interno, a fianco di un'immagine. Fino al n. 38 del 15 febbraio 1964 il titolo della collana fu stampato in alto per tutta la larghezza del volume, sempre in blu su fondo bianco e mantenendo lo stesso tipo di carattere, mentre il sottotitolo e la data furono spostati in basso e il nome dell'autore e il titolo del romanzo furono stampati in orizzontale al di sopra (e talvolta all'interno) dell'immagine. Dal n. 39 il carattere del titolo della collana venne cambiato, dal n. 41 fu stampato in rosso. Dal n. 57 il sottotitolo cambiò in Rivista di fantascienza. Dal n. 109 il titolo della collana fu di nuovo rimpicciolito nell'angolo superiore sinistro, in bianco dentro un rettangolo di vario colore. Dal n. 211 al n. 234 il titolo di collana in rosso porpora, seguito da una G blu in un ovale, su fondo bianco fu spostato all'angolo superiore destro. Gli ultimi tre numeri (235-237), pubblicati nel 1979, ebbero la copertina rossa col nome dell'autore e il titolo del romanzo in nero su due righe, uno a fianco dell'altro, in alto al di sopra dell'illustrazione in riquadro, e il titolo della collana in bianco (preceduto da una G in un ovale) nell'angolo inferiore destro.
Il prezzo di copertina fu di 150 lire fino al n. 24; di 180 lire fino al n. 33; di 200 lire fino al n. 40; di 300 lire fino al n. 84; di 350 lire fino al n. 155; di 400 lire fino al 186. Successivamente il prezzo aumentò fino a 2000 lire negli ultimi tre numeri.
I romanzi della collana sono stati ristampati, a due a due, nella collana Bigalassia della stessa casa editrice.

## Elenco dei numeri pubblicati
- 1 - L. Sprague de Camp, Le amazzoni di Avtinid (gennaio 1961)
- 2 - Fredric Brown, Marziani, andate a casa! (febbraio 1961)
- 3 - E. C. Tubb, Anero-Tanap, zona proibita (marzo 1961)
- 4 - James Blish, I guerrieri del pianeta Giorno (15 aprile-15 maggio 1961)
- 5 - Manly Wade Wellman, Due volte nel tempo (15 maggio-15 giugno 1961)
- 6 - L. Sprague de Camp, La torre di Zanid (15 giugno-15 luglio 1961)
- 7 - E. C. Tubb, La tribù dei verdi (15 luglio-15 agosto 1961)
- 8 - James Blish, L'asso di coppe (15 agosto-15 settembre 1961)
- 9 - Roberta Rambelli, Parricidio; Bianca Nulli, Preludio alla tirannia; Andrea Canal, Difficoltà per la critica; Lino Aldani, Morte di un agente segreto (15 settembre-15 ottobre 1961)
- 10 - Lester del Rey, Noi verso le stelle (15 ottobre-15 novembre 1961)
- 11 - Roberta Rambelli (Robert Rainbell), Il libro di Fars (15 novembre-15 dicembre 1961)
- 12 - David Osborne, Stranieri dallo spazio (15 dicembre 1961-15 gennaio 1962)
- 13 - Eric Frank Russell, Missione su Jaimec (15 gennaio-15 febbraio 1962)
- 14 - Paul French (Isaac Asimov), Veleno per la Terra (15 febbraio-15 marzo 1962)
- 15 - Jack Vance, Il pirata dei cinque mondi (15 marzo-15 aprile 1962)
- 16 - Henry Kuttner, I robot non hanno la coda (15 aprile-15 maggio 1962)
- 17 - Clifford Simak, All'ombra di Tycho (15 maggio-15 giugno 1962)
- 18 - Henry Kuttner, Mr. Gallegher, supergenio (15 giugno-15 luglio 1962)
- 19 - Poul Anderson, Le nevi di Ganimede (15 luglio-15 agosto 1962)
- 20 - Robert A. Heinlein, Waldo, o dell'impossibile (15 agosto-15 settembre 1962)
- 21 - Paul Anderson, Lo stormo e la flotta (15 settembre-15 ottobre 1962)
- 22 - Isaac Asimov, Struttura anomala (15 ottobre-15 novembre 1962)
- 23 - Gordon R. Dickson, Il mercenario di Dorsai (15 novembre-15 dicembre 1962)
- 24 - Robert A. Heinlein, La sesta colonna (15 dicembre 1962)
- 25 - Donald A. Wollheim, Il segreto del nono pianeta (15 gennaio 1963)
- 26 - Ivan Efremov, Il cuore del serpente (15 febbraio 1963)
- 27 - James Blish, I Tetraploidi (15 marzo 1963)
- 28 - Alexander Belaiev, Elephas sapiens (15 aprile 1963)
- 29 - Jack Williamson, Un mondo da giudicare (15 maggio 1963)
- 30 - Philip K. Dick, Il dottor Futuro (15 giugno 1963)
- 31 - Brian W. Aldiss, Segregazione (15 luglio 1963)
- 32 - James White, Stazione ospedale (15 agosto 1963)
- 33 - Ivan Efremov, Incontro su Tuscarora (15 settembre 1963)
- 34 - James White, Settore generale (15 ottobre 1963)
- 35 - Randall Garrett, Il robot minorenne (15 novembre 1963)
- 36 - Judith Merril, Gente di domani (15 dicembre 1963)[3]
- 37 - Harry Harrison, L'ingegnere etico (15 gennaio 1964)
- 38 - Algis Budrys, La torcia cadente (15 febbraio 1964)
- 39 - Keith Laumer, I mondi dell'Impero (15 marzo 1964)
- 40 - Walter Ernsting, L'erede di Hiroshima (15 aprile 1964)
- 41 - Lester del Rey, L'undicesimo comandamento (15 maggio 1964)
- 42 - A. E. van Vogt, Gli schiavi del Non-A (1º giugno 1964)
- 43 - Philip K. Dick, Redenzione immorale (1º luglio 1964)
- 44 - E. C. Tubb, La finestra sulla luna (1º agosto 1964)
- 45 - A. E. van Vogt, L'ultima fortezza della Terra (1º settembre 1964)
- 46 - John Christopher, L'inverno senza fine (1º ottobre 1964)
- 47 - Harry Harrison, Un eroe galattico (1º novembre 1964)
- 48 - John Brunner, Il santuario nel cielo (1º dicembre 1964)
- 49 - Robert A. Heinlein, Anonima stregoni (1º gennaio 1965)
- 50 - Philip K. Dick, Il mondo che Jones creò (1º febbraio 1965)
- 51 - Ugo Malaguti, Il sistema del benessere (1º marzo 1965)
- 52 - Louis Charbonneau, ... E su di noi le stelle (1º aprile 1965)
- 53 - Frederik Pohl, Processo al domani (1º maggio 1965)
- 54 - Robert A. Heinlein, Il mestiere dell'avvoltoio (1º giugno 1965)
- 55 - Harry Harrison, La fine della paura (1º luglio 1965)
- 56 - C. & N. Henneberg, Le notti di smeraldo (1º agosto 1965)
- 57 - L. Ron Hubbard, L'ultimo vessillo (1º settembre 1965)
- 58 - Louis Charbonneau, Il problema della libertà (1º ottobre 1965)
- 59 - Fritz Leiber, L'alba delle tenebre (1º novembre 1965)
- 60 - Edmond Hamilton, La valle della creazione (1º dicembre 1965)
- 61 - Philip José Farmer, L'inferno a rovescio; Alessandro Mussi, La camera dei Crayest (1º gennaio 1966)
- 62 - Brian W. Aldiss, Galassie come granelli di sabbia; Magnus Ludens, Mia signora Selene (1º febbraio 1966)
- 63 - Roberta Rambelli, La pietra di Gaunar; Frederik Pohl, In mezzo al nulla (1º marzo 1966)
- 64 - Algis Budrys, Incognita uomo (1º aprile 1966)
- 65 - Fritz Leiber, I tre tempi del destino; Keith Laumer, Muori da eroe (1º maggio 1966)
- 66 - James White, Ospedale da combattimento (1º giugno 1966)
- 67 - Cyril M. Kornbluth, Domani la luna; Emio Donaggio, Pochi sanno e siedono (1º luglio 1966)
- 68 - Brian W. Aldiss, Il mio mondo bruciato; Ugo Malaguti, Fino all'ultima generazione (1º agosto 1966)
- 69 - Ugo Malaguti, Satana dei miracoli; Paola Pallottino, Con cinque anni di ritardo (1º settembre 1966)
- 70 - Jack Williamson, La gemma della stella verde (1º ottobre 1966)
- 71 - Murray Leinster, Eroi su commissione; Harry Harrison, Gesto da criminale (1º novembre 1966)
- 72 - Mack Reynolds, Guerra totale (1º dicembre 1966)
- 73 - Philip K. Dick, I giocatori di Titano (gennaio 1967)
- 74 - Philip José Farmer, Il fabbricante di universi (febbraio 1967)
- 75 - Edmond Hamilton, I soli che si scontrano (marzo 1967)
- 76 - Dan Morgan, Attori si muore (aprile 1967)
- 77 - G. Scerbanenco - I. Asimov, ... Di tutti i futuri del mondo (maggio 1967)
- 78 - Kris Neville, Non della Terra (giugno 1967)
- 79 - James Gunn, Si garantisce la felicità (luglio 1967)
- 80 - A un passo dal pianeta domani. Antologia (agosto 1967)
- 81 - Clifford D. Simak, Ingegneri cosmici (settembre 1967)
- 82 - Ray Bradbury, Il popolo dell'autunno (ottobre 1967)
- 83 - Hal Clement, Coesistenza pacifica (novembre 1967)
- 84 - Cordwainer Smith, Sabbie, tempeste e pietre preziose (dicembre 1967)
- 85 - Ugo Malaguti, La ballata di Alain Hardy (gennaio 1968)
- 86 - Eric Frank Russell, Una voce dal nulla (1965)
- 87 - H. Beam Piper, Lord Kalvan di Altroquando (1965)
- 88 - Ugo Malaguti, L'odissea di Alain Hardy (1968)
- 89 - A. E. van Vogt, Anno venticinquemila (maggio 1968)
- 90 - Murray Leinster, I pirati di Zan (1959)
- 91 - Edmond Hamilton, Pianeta perduto (1968)
- 92 - H. Beam Piper, I vichinghi dello spazio (1962)
- 93 - Philip K. Dick, Utopia, andata e ritorno (settembre 1968)
- 94 - Philip José Farmer, Gli anni del precursore (ottobre 1968)
- 95 - John Brunner, Sogna, superuomo! (novembre 1968)
- 96 - Brian W. Aldiss, Descalation (dicembre 1968)
- 97 - A. E. van Vogt, Le storie delle lune (gennaio 1969)
- 98 - Jack Williamson, L'impero dell'oscuro (febbraio 1969)
- 99 - Philip K. Dick, Vedere un altro orizzonte (marzo 1969)
- 100 - Clifford D. Simak, Infinito (aprile 1969)
- 101 - Edmond Hamilton, Incidente nello spazio (maggio 1969)
- 102 - Eric Frank Russell, Azione di disturbo (giugno 1969)
- 103 - Philip José Farmer, Un universo tutto per noi (luglio 1969)
- 104 - Jack Williamson, Luci nell'infinito (agosto 1969)
- 105 - Clifford D. Simak, Il villaggio dei fiori purpurei (settembre 1969)[4]
- 106 - H. Beam Piper & John J. McGuire, Crisi nel 2140 (ottobre 1969)
- 107 - John W. Campbell jr, I conquistatori delle stelle (novembre 1969)
- 108 - Lester del Rey, Fratelli mostri (dicembre 1969)
- 109 - Philip K. Dick, Mr. Lars, sognatore d'armi (1970)
- 110 - Andre Norton, I corridoi del tempo (1970)
- 111 - Robert A. Heinlein, Starman Jones (1970)
- 112 - Charles L. Harness, L'odissea dei superuomo (1970)
- 113 - Destinazione uomo (1970)
- 114 - John Brunner, La società del tempo (1970)
- 115 - Edmond Hamilton, L'invasione della galassia (1970)
- 116 - K.M. O'Donnell, Guerra finale (1970)
- 117 - Gonner Jones, Cancro 2.000 (1970)
- 118 - Thomas Disch, Terra all'infinito (1970)
- 119 - L.M. Janifer & S.J. Treibich, Missili e serpenti blu (1970)
- 120 - Clifford D. Simak, L'anello intorno al sole (1970)
- 121 - L.M. Janifer & S.J. Treibich, Il satellite stregato (1970)
- 122 - Samuel R. Delany, La ballata di Beta-2 (1970)
- 123 - Michael Moorcock, Programma finale (1970)
- 124 - Philip K. Dick, Follia per sette clan (1970)
- 125 - Philip José Farmer, Notte di luce (1970)
- 126 - James Blish, Lascia questo cielo (1970)
- 127 - Alexei Panshin, Star Well (1970)
- 128 - Robert Silverberg, Padrone della vita, padrone della morte (1970)
- 129 - Fritz Leiber, Le donne della neve (1970)
- 130 - Brian W. Aldiss, Anonima intangibili (1971)
- 131 - Philip José Farmer, Una questione di razza (1971)
- 132 - Leigh Brackett, Storie marziane (1971)
- 133 - Edgar Pangborn, Il giudizio di Eva (1971)
- 134 - Walter Miller jr. & altri, C'era una volta un mondo (1971)
- 135 - Cordwainer Smith, L'uomo che comprò la Terra (1971)
- 136 - Alexei Panshin, La rivoluzione Thurb (1971)
- 137 - Amore a quattro dimensioni (1971)
- 138 - Diane & Meir Gillon, Mondo senza sonno (1971)
- 139 - Frank Herbert, Gli occhi di Heisenberg (1971)
- 140 - Ward Moore & Avram Davidson, Joyleg (1971)
- 141 - Cyril M. Kornbluth, Gli idioti in marcia (1971)
- 142 - Harold Livingston, L'emozionometro (1971)
- 143 - Samuel R. Delany, Babel-17 (1971)
- 144 - Roger Zelazny, Io, l'immortale (1971)
- 145 - Robert A. Heinlein, I miei mondi (1971)
- 146 - F. Pratt & L. Sprague de Camp, Le dimensioni del sogno (1971)
- 147 - Samuel R. Delany, Einstein perduto (1971)
- 148 - Roger Zelazny, Signore dei sogni (1971)
- 149 - Mark Clifton e Frank Riley, La macchina dell'eternità (1971)
- 150 - Piero Prosperi, Autocrisi (1971)
- 151 - Robert F. Young, Trenta giorni aveva settembre (1971)
- 152 - Philip K. Dick, Il cacciatore di androidi (1971)
- 153 - Poul Anderson, Tre cuori e tre leoni (1971)
- 154 - Cordwainer Smith, L'uomo che regalò la Terra (1971)
- 155 - Gianni Montanari, Nel nome dell'uomo (1971)
- 156 - Robert A. Heinlein, Rivolta 2100 (1971)
- 157 - Philip José Farmer, I cancelli dell'universo (1972)
- 158 - Robert F. Young, Una coppa piena di stelle (1972)
- 159 - M.A. Miglieruolo, Come ladro di notte (1972)
- 160 - Thomas M. Disch, Campo Archimede (1972)
- 161 - Charles Platt, L'asteroide dei paria (1972)
- 162 - Roberta Rambelli, Il ministero della felicità (1972)
- 163 - Michael Moorcock, Il veliero dei ghiacci (1972)
- 164 - James E. Gunn, Tempo di streghe (1972)
- 165 - Sedici mappe del nostro futuro (1972)
- 166 - Philip K. Dick, I nostri amici di Frolix 8 (1972)
- 167 - Frank Herbert, Stella innamorata (1972)
- 168 - Vittorio Catani, L'eternità e i mostri (1972)
- 169 - Dean R. Koontz, La sinfonia delle tenebre (1972)
- 170 - Thomas M. Disch, Thomas l'incredulo (1972)
- 171 - Charles L. Harness, Ritornello (1972)
- 172 - Michael Moorcock, Il corridoio nero (1972)
- 173 - Alan E. Nourse, Psi-High e gli altri (1972)
- 174 - Vittorio Curtoni, Dove stiamo volando (1972)
- 175 - Philip K. Dick, Ubik, mio signore (1972)
- 176 - Keith Laumer, Il nostro uomo per Ganimede (1972)
- 177 - R. Margroff e P. Anthony, Quel caro bruco ereditario (1972)
- 178 - H.P. Lovecraft e altri, Chi di vampiro ferisce... (1972)
- 179 - Herbert W. Franke, La psicorete (1972)
- 180 - D.G. Compton, Synthajoy (1973)
- 181 - Jack Vance, Le avventure di Magnus Ridolph (1973)
- 182 - Pierfrancesco Prosperi, Seppelliamo re John (1973)
- 183 - Thomas M. Disch, 102 bombe H (1973)
- 184 - John Brunner, Sotto il segno di Marte (1973)
- 185 - Anne McCaffrey, La nave che cantava (1973)
- 186 - Keith Laumer, Il giorno prima dell'eternità (1973)
- 187 - Earl Conrad, Le macchine dell'estasi (1973)
- 188 - Herbert W. Franke, Le bare di cristallo (1973)
- 189 - Alexei Panshin, Un mondo in maschera (1973)
- 190 - Pierre Versins, Fanciullo per lo spazio (1973)
- 191 - Gianni Montanari, La sepoltura (1973)
- 192 - David R. Bunch, Moderan (1973)
- 193 - K.M. O'Donnell, Il grande incubo (1974)
- 194 - David R. Bunch, Ritorno a Moderan (1974)
- 195 - Martin Siegel, Agente dell'entropia (1974)
- 196 - S. Moskowitz e R. Elwood (a cura di), Zero umano (1974)
- 197 - Michael Kurland, Unicorno scomparso (1974)
- 198 - K.M. O'Donnell, Nuove apocalissi (1974)
- 199 - Mark S. Geston, I signori della nave delle stelle (1974)
- 200 - Keith Laumer, Retief, ambasciatore spaziale (1974)
- 201 - Mark S. Geston, Fuori dalla bocca del drago (1974)
- 202 - Keith Roberts, I tre volti del futuro (1974)
- 203 - Edmund Cooper, Gli anni della furia (1974)
- 204 - Ron Goulart, L'ingoiatore di spade (1974)
- 205 - F. Brown ed altri, Vieni e impazzisci (1975)
- 206 - Mark S. Geston, La stella del giorno (1975)
- 207 - Jack Finney, Storie del tempo (1975)
- 208 - Keith Laumer, La guerra di Retief (1975)
- 209 - D.G. Compton, Marte, colore di sangue (1975)
- 210 - Eric Frank Russell ed altri, L'uomo che fu dimenticato (1976)
- 211 - N. Spinrad (a cura di), Cristalli di futuro (1976)
- 212 - Thomas M. Disch, Umanità al guinzaglio (1976)
- 213 - Keith Laumer, Retief e i signori della guerra (1976)
- 214 - Ron Goulart, Dopo la catastrofe (1976)
- 215 - James H. Schmitz, Il gioco del leone (1976)
- 216 - R. A. Lafferty, Cantata spaziale (1976)
- 217 - H. James, M. Shelley e altri, I mostri in soffitta (1976)
- 218 - David G. Compton, I missionari (1976)
- 219 - Guy Snyder, L'ultimo testamento (1976)
- 220 - Damon Knight, I mondi dell'abisso (1976)
- 221 - Sturgeon, Kuttner ed altri, Oltre le tenebre (1976)
- 222 - R. A. Lafferty, Le scogliere della Terra (1976)
- 223 - Sturgeon, Viano e altri, Maturità (1977)
- 224 - Adrian Rogoz, Pianeta Morphy (1977)
- 225 - Edmond Hamilton, La valle degli dei (1977)
- 226 - Robert A. Heinlein, Il mestiere dell'avvoltoio (1977)[5]
- 227 - Abraham Merritt, Striscia, ombra! (1977)
- 228 - Livio Horrakh, Grattanuvole (1977)
- 229 - Sam J. Lundwall, King Kong blues (1978)
- 230 - Lester del Rey, L'undicesimo comandamento (1978)[6]
- 231 - Harlan Ellison, Se il cielo brucia (1978)
- 232 - Michael G. Coney, Certi strani amici (1978)
- 233 - Gianluigi Zuddas, Amazon (1978)
- 234 - Sturgeon, Leiber ed altri, A doppio taglio (1978)
- 235 - Philip K. Dick, Giù nella cattedrale (1979)
- 236 - H. Beam Piper, Torna il piccolo popolo (1979)
- 237 - David G. Compton, E scese la morte (1979)